# Trận cánh đồng Crocus
Trận cánh đồng Crocus (tiếng Hy Lạp: Μάχη του Κρόκιου Πεδίου) (còn gọi là "Trận Volo") là một trận đánh trong cuộc Chiến tranh Thần thánh lần thứ ba, diễn ra giữa quân Phocis, dưới quyền tướng Onomarchos, và quân Liên minh Thessaly - Macedonia do đích thân vua xứ Macedonia là Philippos II chỉ huy. Trong trận đánh đẫm máu nhất được ghi nhận trong lịch sử Hy Lạp cổ đại, quân đội của Philippos II đã giành thắng lợi quyết định trước quân Phocis. Chiến thắng của Philippos II đã củng cố vai trò của ông là lãnh đạo xứ Thessaly, làm nên một bước tiến quan trọng cho sự trỗi dậy của Macedonia góp phần khiến họ xưng hùng xưng bá ở Hy Lạp cổ đại. Giữa các nhà sử học vẫn chưa có sự thống nhất và niên đại của trận đánh, một số người cho là năm 353 trước Công nguyên và số khác thì cho là năm 352 trước Công nguyên.